# Kujarge
El kujarge és la llengua pròpia de Jebel Mirra, Wadi Salih i Wadi Azum (Txad i Sudan). Segons un sondeig de l'any 1983, unes mil persones coneixen aquesta llengua. Segons dades del Projecte Josuè, actualment són unes dues mil vuit-centes. Ha estat molt poc estudiada. Actualment, els lingüistes només disposen d'algunes dades sobre el seu vocabulari, concretament una llista de dos-cents mots. A més, aquesta llista està força incompleta, com podem comprovar en saber que només hi apareixen els nombres u, dos i tres. Sobre la pronunciació només se n'ha recollit la llista dels sons que s'utilitzen. Pel que fa a la gramàtica, tenim dades dels pronoms de primera i segona persona, d'un parell d'interrogatius i alguns demostratius. Un dels reptes més importants que presenta per als lingüistes és la seva classificació.

## Geografia
El kujarge es parla a dos estats africans: el Sudan i el Txad. El trobem concretament a set pobles situats al territori txadià del Jebel Mirra (11° 45′ N, 22° 15′ E / 11.750°N,22.250°E) i a les regions sudaneses del Wadi Salih i el Wadi Azum.

### Pobles
- Al Duro
- Koubou Al Goz
- Kouziouèd

## Estatus legal
Actualment, la seva presència a l'administració és nul·la. L'única llengua oficial al Sudan i al Txad és l'àrab.

## Història
Fa unes dècades, els lingüistes desconeixien l'existència del kujarge. Tot va començar l'any 1983. Es va dur a terme un sondeig d'usos lingüistics al Txad i al Sudan. Les llengües que conviuen en aquests estats es compten en centenars, però els habitants locals sabien que hi havia una llengua anomenada kujarge, que va resultar comptar amb mil parlants.
Durant anys, va ser ingnorada pels estudiadors de les llengües. Sempre s'havia marcat a l'àrea de les llengües afroasiàtiques, però ningú no s'havia embarcat a conèixer-la per dintre.
No va ser fins a l'any 2006 que el lingüista Paul Newman es va interessar pel kujarge. En aquesta època també el van estudiar Lionel Bender, Roger Blench, Paul Doornbos, Harald Hammarström i Mauro Tosco.
És un dels temes de recerca de la Universitat de Michigan, als Estats Units.
Un detall curiós és que no se sap encara quin nom fan servir els kujarges per anomenar la seva llengua. De fet, el nom kujarge és com els anomenen els pobles veïns i significa literalment bruixots.

## Classificació
La classificació del kujarge està en fase de discussió. Certament, sabem molt poques coses d'aquesta llengua per classificar-la amb seguretat. Tot i així, les dades que es van coneixent revelen que potser es trigarà a donar una resposta definitiva a la pregunta d'on ve el kujarge i, per tant, a quin grup vincular-la.
Totes les llengües que l'envolten són de la família afroasiàtica i el kujarge hi guarda força similituds. Estaria, per tant, emparentada amb l'àrab, l'hebreu i el somali. La família afroasiàtica té quatre branques: cuixítica, omòtica, txadiana i semítica.
Examinant aquest diccionari de dues-centes entrades de què es disposa, el lingüista Paul Newman va constatar l'any 2006 que part de les paraules del kujarge són d'origen afroasiàtic. La seva anàlisi de la llengua el va menar a concloure que es tractaria d'una de les llengües txadianes, concretament les del grup oriental B; és a dir, emparentada amb el mokilko. Aquest fet ens porta per terrenys més complicats, atès que aquest grup de llengües és força desconegut.
Però com que la majoria de les paraules tenen una etimologia desconeguda, Lionel Bender no estava gaire convençut de la posició de Newman. Si bé té molts trets que el vinculen amb les llengües txadianes, sobretot amb el mubi, va posar sobre la taula la possibilitat que es tractés d'una llengua aïllada.
L'any 2008, Roger Blench va trobar que el kujarge té força punts que el vinculen amb les llengües cuixítiques, un altre grup força fosc de la família afroasiàtica. Al mateix temps, va dir que també guarda semblances amb les txadianes, com havien apuntat els altres lingüistes. Així doncs, es tractaria d'una llengua de transició entre les txadianes i les cuixítiques.
En aquesta línia, Harald Hammarström va aprofundir en l'estudi del kujarge. L'any 2010 va postular que mentre que gran part del vocabulari bàsic és txadià, el numerals i els pronoms personals no tenen res a veure amb els de les llengües veïnes.
Per aquesta raó, se l'acostuma a classificar amb les llengües afroasiàtiques sense incloure'l a cap grup, com passa amb l'amazic i el mbugu. Cada cop es contempla més la possibilitat de posar-la fora de la família afroasiàtica. Mauro Tosco, per exemple, considera que és una llengua aïllada.

## Característiques

### Fonètica
La llista dels sons del kujarge encara no es considera definitiva.

#### Vocals
Té vuit vocals. Distingeix dos tipus de e: la tancada i l'oberta. Té tres tipus de o: la tancada, l'oberta i l'oberta sense arrodonir els llavis. Té una a central baixa i té dues vocals altes: la i, anterior, i la u, posterior arrodonida.
|            | Anterior | Central | Posterior |
| ---------- | -------- | ------- | --------- |
| Alta       | i        |         | u         |
| Semi alta  | e        |         | o         |
| Semi baixa | ɛ        |         | ɔ ʌ       |
| Baixa      |          | a       |           |

| A | La [a], vocal central baixa. Com en català mà                                         |
| E | La e tancada [e], una vocal anterior semi alta. Com en català peix                    |
| E | La e oberta [ɛ], una vocal anterior semi baixa. Com en català peu                     |
| I | La [i], una vocal anterior alta. Com en català dit                                    |
| O | La o oberta arrodonida [ɔ], vocal posterior semi baixa arrodonida. Com en català coll |
| O | La o oberta sense arrodonir [ʌ], una vocal posterior semi baixa. Com en anglès shop   |
| O | La o tancada [o], una vocal posterior semi alta. Com en català ós                     |
| U | La [u], una vocal posterior alta. Com en català suc                                   |

#### Consonants
Té sis tipus d'oclusives. N'hi ha una de bilabial, [b], que correspon a la b catalana. No té la corresponent sorda (p). Per la part alveolar, la [t] i la [d]. Dues més per la banda velar, [k] i [ɡ], com a gat. La consonant [ɟ] no té equivalent en català. És una oclusiva palatal sonora. Es pronuncia empenyent la llengua cap al paladar i, fent vibrar les cordes vocals, s'enretira de cop. És com si diguéssim una d seguida de la seqüència ia de noia. En francès es fa, encara que no té valor fonològic, quan diem dieu. O en occità de l'Alvèrnia i la Provença en dir diguèt.
Les nasals són quatre. La [m], la [n], la [ɲ], com a pinya i la [ŋ], com a blanc.
Té la característica que les oclusives poden anar precedides per una nasal, això són les consonants prenasalitzades.
Les consonants injectives es realitzen des de la glotis, que fa força per fer entrar aire cap a dins del cos. Quan aquest aire passa per les cordes vocals, produeix el so. Hi ha dues implosives en kujarge: la bilabial i l'alveolar, les dues són sonores. La [ɓ] es fa tancant i obrint els llavis com si féssim una b però afegint-hi el moviment de la glotis perquè l'aire vagi cap endins. Per fer una [ɗ] és la mateixa idea, l'aire no surt fora sinó que entra cap endins, i el punt d'articulació és el mateix que el de la nostra d.
Té dues líquides. La vibrant és la erra forta de rata. L'aproximant és la [l].
Les semi consonants són dues: la [w], provinent de la u i la [j], provinent de la i.
També compte amb fricatives. Concretament tres: [s], com a sal, [f], com a fum i [ʃ], com a caixa.
|                           | Bilabial | Alveolar | Palatal | Velar |
| ------------------------- | -------- | -------- | ------- | ----- |
| Oclusives                 | b        | t d      | ɟ       | k ɡ   |
| Implosives                | ɓ        | ɗ        |         |       |
| Oclusives prenasalitzades | mb       | nd       | ɲɟ      | ŋɡ    |
| Fricatives                | f        | s        | ʃ       |       |
| Continuants               | w        | l        | j       |       |
| Nasals                    | m        | n        | ɲ       | ŋ     |
| Vibrant                   |          | r        |         |       |

### Pronoms

#### Personals
annu 

jo
nigi 

tu

#### Interrogatius
nggaina? 

què?
ie? 

qui?

#### Demostratius
agu 

això

#### Numerals
1. kire
2. kuro
3. ubo